# 水曜どうでしょうの企画 (海外)
水曜どうでしょうの企画 (海外)では、北海道テレビ（HTB）制作のバラエティ深夜番組『水曜どうでしょう』で放送された企画のうち、「レギュラー放送」時（1996年10月から2002年9月）に海外ロケを中心にして放送された企画について扱う。
企画によってはタイトルの表記違いがあるが、ここではDVD「水曜どうでしょうDVD全集」を正式タイトルとする。

## 海外企画について
何日にも渡る海外ロケを行ったのが『水曜どうでしょう』の特徴である。数か月分の制作費を一気に前借りしてロケをしたため、海外企画の前後には制作費のかからない総集編やNG集、あるいは「シェフ大泉」、「釣りバカ対決」などのいわゆる「お手軽企画」が放送されることが多い。『ヨーロッパ21ヵ国完全制覇』以降はおおむね半年に一度のペースで製作した。
なお、『onちゃんカレンダー』企画でも、鈴井貴之（以下「鈴井」）・大泉洋・藤村忠寿ディレクター（以下「藤村D」）・嬉野雅道ディレクター（以下「嬉野D」）の「どうでしょう班」と安田顕（以下「安田」）は、海外（ハワイ、ラスベガス）を訪れているが、企画の大半は札幌・HTBのスタジオでの撮影で行われており、海外企画としてもナンバリングされていないため、この項目ではなく「水曜どうでしょうの企画 (日本国内)#onちゃんカレンダー」の項目を参照。
2016年3月30日に、『ユーコン川160キロ 〜地獄の6日間〜』のDVDが発売されたことにより、『水曜どうでしょう』レギュラー放送時における海外企画は全てDVD化された。

## オーストラリア大陸縦断3,700キロ

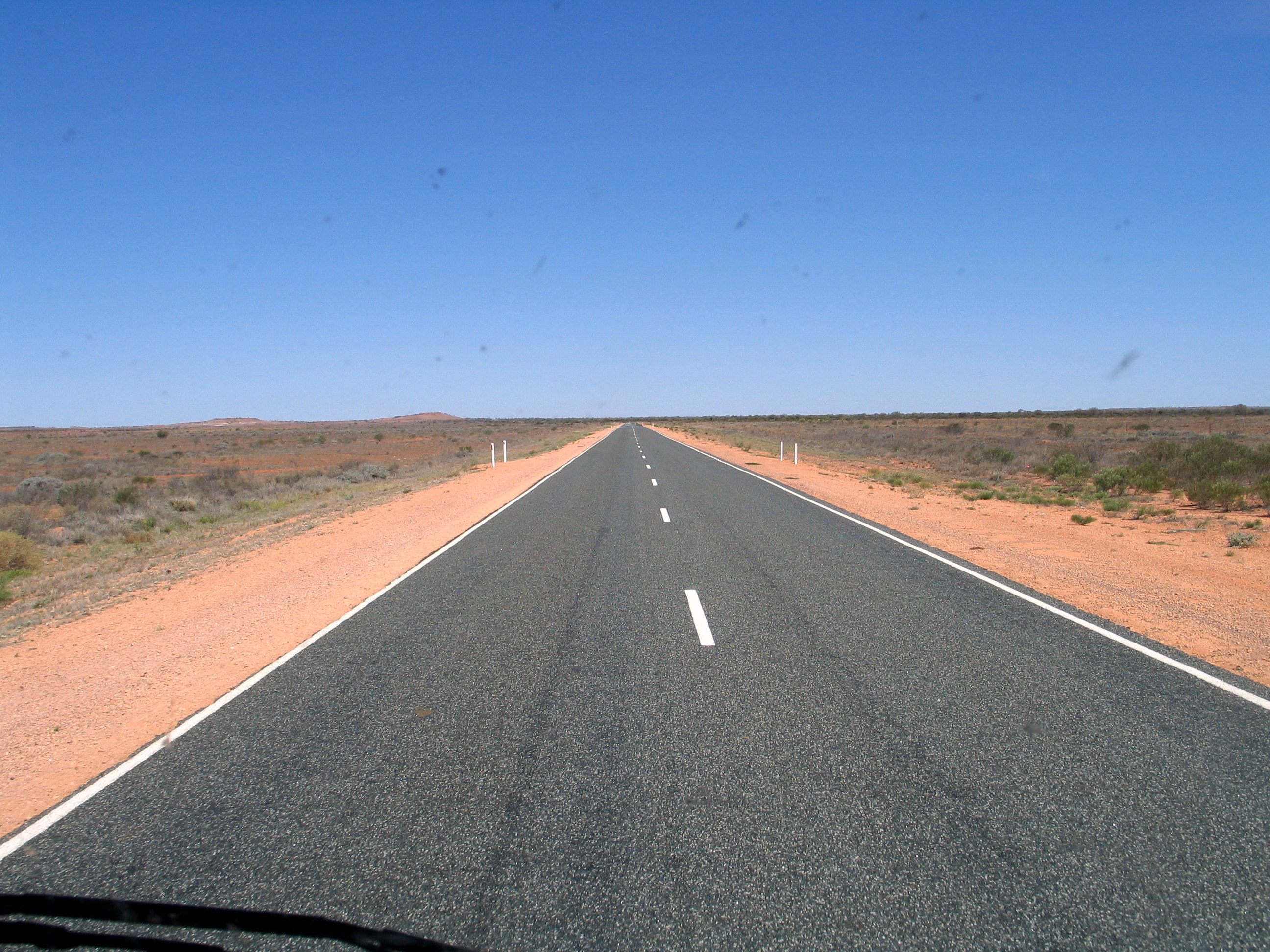
オーストラリアを南北に縦断するスチュアート・ハイウェイを通った。

- 1997年1月29日 - 2月19日放送、全4夜。
- DVD第3弾『サイコロ2 〜西日本完全制覇〜/オーストラリア大陸縦断3,700キロ』に収録。

放送時のタイトルは「大陸縦断 〜オーストラリア完全制覇〜」。番組開始後3ヶ月あまりの1997年1月に敢行された、水曜どうでしょう初の海外ロケ。オーストラリアのダーウィン〜アデレード間をレンタカーで縦断する企画。椎名誠の著書「熱風大陸―ダーウィンの海をめざして」を参考に、椎名とは逆方向にオーストラリアを縦断した。
番組立ち上げの際、藤村忠寿ディレクター（以下「藤村D」）が鈴井貴之（以下「鈴井」）に話した 「新番組では海外ロケを行う」という発言が実現。当初、ディレクター陣（以下「D陣」。藤村・嬉野両ディレクターのことを指す）は4日間で3,200kmに及ぶ、オーストラリア大陸を縦断することはできないと予想し、アリススプリングスで終了し、帰国する予定であったが、2日でアリススプリングスに到着してしまった。そして、「いける」と確信したどうでしょう班は酷暑、ハエの大群、ツイスターといった自然の脅威に苦しめられながらも完全縦断を達成した。道中、偶然にも塩湖を見つけ、この偶然の発見を「どうでしょうの原点」と言う藤村Dに対して、大泉洋（以下「大泉」）は「テレビであってはいけないこと」と、事前計画なしに進むロケに対して警鐘を鳴らした。
ゴール地点のアデレードに到着後、鈴井の口から大泉に「我々はこれから札幌に帰るわけです。『帰る』と言えば?何か振るものとかありますよね?」と告げられた。これを聞いた大泉は「ここからサイコロで帰る」と半分信じたのだが、実はこの発言は鈴井の機転を利かせたアドリブから生まれたプチドッキリだった。
レンタカーはトヨタ・ランドクルーザーを砂漠地帯向けに改良した車両を使用。「100km/h以上速度を出すとバーストする」などと注意を受けたが、何事もなくアデレードに到着。しかし、ゴール後に車は故障してしまい、トラックで運ばれて行った。ディレクター陣がレンタカー会社に事情を説明に行っている間、2人を待っている鈴井は大泉と一言も口を聞かなかったため、「車を壊して鈴井さんは怒っている」と大泉はすっかり怯えていた。しかし、その鈴井当人は、大きな企画を初めてやり遂げた達成感からか泣きそうになっていたという。
なお、2カ月分の番組を作るということで、2カ月分の予算を前借りしてロケを行えたが、風景を撮影する余裕がなく、1ヶ月分の番組にしかならなかったため、会社にひどく叱られたという。

### 旅程

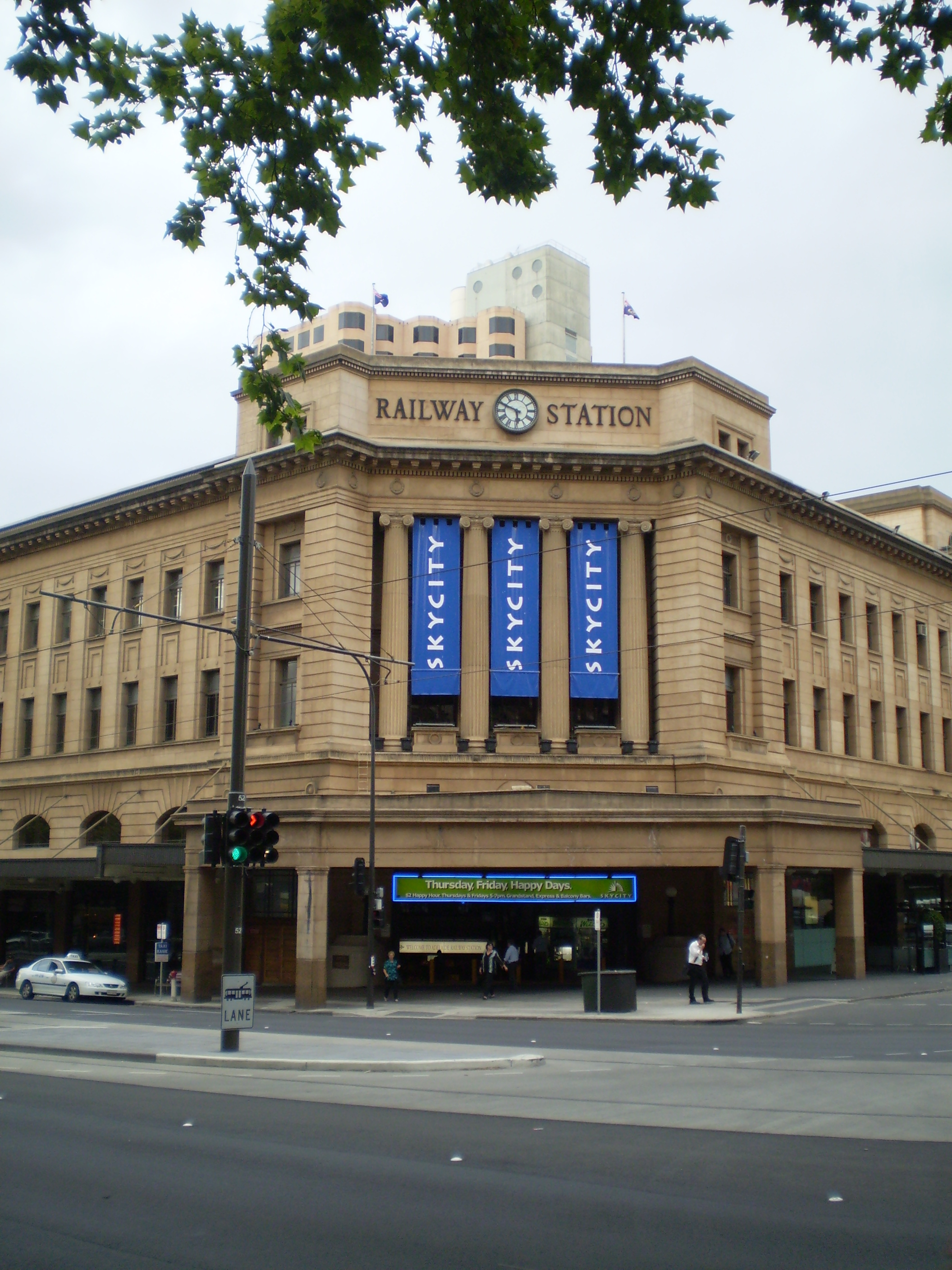
ゴールのアデレード駅

1997年1月6日 縦断前日
 日本・成田→ オーストラリア・ダーウィン
1997年1月7日 縦断1日目
 オーストラリア・ ノーザンテリトリー・ダーウィン→ベリー・スプリングス（氾濫していたため中止）→テリトリー・ワイルドライフ・パーク（広すぎて諦める）→キャサリン
1997年1月8日 縦断2日目
 オーストラリア・ ノーザンテリトリー・キャサリン→デビルズマーブルズ→アリススプリングス
1997年1月9日 縦断3日目
 オーストラリア ノーザンテリトリー・アリススプリングス→エアーズロック（ラセター・ハイウェイ往復）→ 南オーストラリア州・クーバーペディ
1997年1月10日 縦断4日目
 オーストラリア・ 南オーストラリア州・クーバーペディ→ポートオーガスタ→アデレード・アデレード駅（ゴール）→アデレード大学前で車が故障

## 韓国食い道楽サイコロの旅
- 1997年7月9日 - 7月30日放送、全4夜。
- DVD第5弾『北海道212市町村カントリーサインの旅/宮崎リゾート満喫の旅/韓国食い道楽サイコロの旅』に収録。

放送時のタイトルは「サイコロ韓国 〜韓国完全縦断〜」。何も知らない大泉を連れ出し、いきなり海外へ連れて行くといういわゆる「ドッキリ」要素が入った企画。
日本国内で行われていた「サイコロの旅」をアレンジし、韓国で朝・昼・晩の食事場所およびメニューをサイコロで選び、実際にその場所へ移動するという企画である。移動には飛行機や列車、タクシー等の交通機関が使われた。しかし特急列車「ムグンファ号」では座席に座れずデッキで3時間半を過ごし、韓国にはないと思われた「深夜バス」にも搭乗し、出演陣は疲労困憊してしまった。
グルメ企画ということだったが、店頭に到着した時点で「食事できる人」をカードを引いて抽選しなければならず（「全員食える」、「全員食えない」「鈴井と大泉食えない」「ディレクター食えない」、「鈴井食えない」、「大泉食えない」の6枚）、場合によっては全員食べられない事もあるなど過酷な内容となった。なお、あまりにも食事にありつけなかったことから、サイコロで選ぶ食事以外は例外的に食べても良いことになり、釜山のマクドナルドで飢えをしのいでいる。しかし、最後にわざわざ行った済州島では「全員食えない」を引いてしまい、そのまま企画終了となった。後年、鈴井・大泉が帰国前の金浦空港のレストランで韓国料理を満喫し、企画中に食べられなかった反動で、はしご飯までしたことを明かしている。
- チャンスタイム

麗水のノレミ食堂（チョッカルとタチウオ料理）で実施されたイベント。ここで引いたカードは「鈴井と大泉食えない」。しかし、どうしても食べたい物があったらD陣とジャンケンをして、勝ったら一品食べられることになった。大泉は太刀魚の焼き物を食べることができたが、鈴井はせっかくのチャンスを独特の癖があるホヤで浪費してしまう。その後、藤村Dが鈴井に「これは食べてもいい」と皿に残ったエビの頭を渡すが、鈴井は大泉にプライドや娘のことを言われてしばし躊躇。しかし我慢できずに食べてしまう。そして、ホヤを一切れ食べるとエビの頭を1個貰えることになり、鈴井はホヤをビールで胃に流し込みエビの頭を味わう。
- 後枠の特異性

通常このような海外食関係企画の場合は視聴者に"行きたい"というメッセージを送って作るものであるが、このシリーズは経緯が経緯でもあり終了後に大泉が色んな意味で怨み辛み嫌味を垂れ流している上、最終回に「二度と行くか!」とまで言い放つ等、『どうでしょう』海外企画の中でも特に出演者に嫌われる結果となった。また、シリーズ第2の後枠以降、『雅楽戦隊ホワイトストーンズR』の衣装で出演しており、第2・3・4夜の後枠において、安田顕が顔出しで出演している。

### 旅程
日本・平岸街道→大泉自宅→ 韓国・飛行機（大韓航空）でソウル・金浦空港→飛行機で蔚山（ウルサン）〈鯨料理・全員食えない〉→市外バス（高速バス）で釜山（プサン）・東萊温泉（トンネ）〈東莱パジョン・全員食えない〉→ウドゥンゴソシンヤポス（優等高速深夜バス）でソウル・梨大（イデ・梨花女子大学校）〈韓国菓子・全員食える〉→特急列車ムグンファ号で全州（チョンジュ）〈ビビムパ・全員食える〉→特急列車ムグンファ号で麗水（ヨス）〈チョッカルとタチウオ料理・鈴井と大泉食えない〉→（1泊）→飛行機で金浦空港経由済州島（チェジュ）〈フグチリ・全員食えない〉→時間切れでソウルより帰国

## ヨーロッパ21ヵ国完全制覇

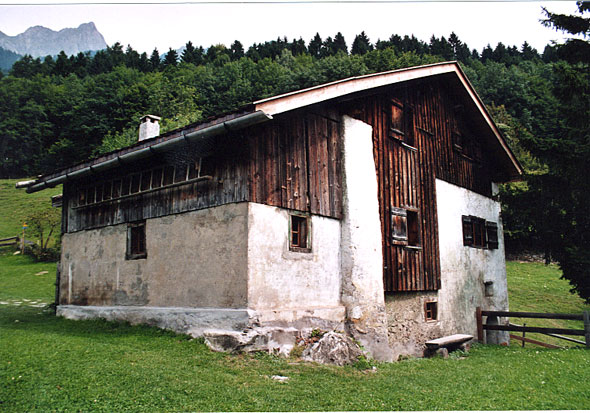
スイス・マイエンフェルトに再現されたハイジの家。どうでしょう一行も訪れた。

- 1997年10月1日 - 11月26日放送、全9夜。
- DVD第7弾『ヨーロッパ21ヵ国完全制覇』に収録。

放送時のタイトルは「欧州走破 〜ヨーロッパ21ヵ国完全制覇〜」。番組開始1周年を記念し、9週に渡って放送した大型企画。本放送時は特番として第1、2夜が各45分で放送されたが、『リターンズ』は販売目的のために30分に短縮される編集がなされた。『Classic』では第1・2夜を再編集し3回に分け、全10週に渡って放送された。そのためこの3回分では、2004年に新規収録した前枠・後枠を使っている（主に企画の説明）。企画名は番組内・各種資料などで「-完全走破」と「-完全制覇」が入り乱れている（例として、前枠では鈴井が「完全制覇」と発言しているが、あらすじVTRでは「完全走破」になっている。他にテロップで「完全走破」表記であるが藤村Dのナレーションは「完全制覇」になっている等）。
企画はその名の通り「（1997年当時ビザを必要としなかった）ヨーロッパ21ヵ国をレンタカー（ルノー・ラグナ）ですべて回る」という企画である（実施期間は10日間であるが、飛行機移動日数や時差を含めると、実質8日間）。ヨーロッパ連合（EU）発足に伴い、どうでしょう班が目をつけた企画。なお、ヨーロッパシリーズ全体を通して、経路にはアイスランド、マルタ、ギリシャ、キプロス、並びに東欧諸国は含まれていない。また、この企画では「巨額の番組予算を前借し、ローカル番組の限界へ挑む」とも言われた。
当初鈴井が掲げた旅のテーマは「メルヘン」で、番組中では『くまのプーさん』や『アルプスの少女ハイジ』にゆかりのある土地を訪れている。鈴井は出発前から「この旅で21ヵ国回れなければ、僕は番組を辞める」と並々ならぬ決意を表明していた。しかし、当初から公表したイギリスの隣国・アイルランドを無視していた上、北欧4ヵ国を経由しなかったことや、大泉や藤村Dの「旅を楽しめばいいじゃん」と言う発想・陰謀によって、鈴井が想定していなかったルート（3、4日目の古城街道とロマンティック街道）を巡ったことから「完全制覇」は崩れ去った。結局、6日目から7日目にかけて徹夜でスイス→地中海→アンドラ→フランスを走る強行軍を敢行したことで、鈴井が好む「合宿」（ミスターのいいじゃないか!運動参照）的要素は含まれたものの、この一連の流れは大泉や藤村D主導で番組を盛り上げる現在の形態のきっかけとなるとともに、鈴井が寡黙になって行く一つの原因となり、DVD副音声の鈴井出演回ではそれがトークの主題となっている。
なお、このロケの影響で、鈴井は自身のラジオ番組『GO・I・S』（AIR-G'）を休み、該当期間中は電話（ほとんどは公衆電話から）での出演のみとなった。この間に代理パーソナリティを務めたのが樋口了一であり、これがきっかけで「1/6の夢旅人」が誕生する。
最終夜でセーヌ川沿いの自由の女神を見て「あれが本家・本物」と言っているシーンがあるが、フランスがアメリカに送った自由の女神の返礼としてアメリカがフランスに送ったものである。詳しくは自由の女神を参照。

### 旅程
8月22日
 日本・ HTB正面玄関→新千歳空港→大韓航空で 韓国・ソウル経由→ フランス・パリからヨーロッパ入り→電車でパリ北駅→地下鉄でレピュブリック駅→ホリデイ・イン泊
8月23日
 フランス・パリ凱旋門（スタート）→空港でレンタカーを借りる→カレーからユーロトンネルシャトルで国境越え→ イギリス・フォークストン→イースト・グリンステッド→コッツウォルズ→イースト・グリンステッド泊
8月24日
 イギリス・イースト・グリンステッド→ フランス・カレー→ブローニュ→ ベルギー・ブルージュ→ オランダ（通過）→ ドイツ・アーヘン泊
8月25日
 ドイツ・アーヘン→ケルン→ ルクセンブルク・ルクセンブルク市→ ドイツ・ハイデルベルク泊
8月26日
 ドイツ・ネルトリンゲン→フュッセン→ オーストリア・チロル→ リヒテンシュタイン・ファドゥーツ泊
8月27日
 リヒテンシュタイン・ファドゥーツ→ スイス・マイエンフェルト→フルカ峠→ブリーク→ザースフェー泊
8月28日
 スイス・ザースフェー→ イタリア・サヴォーナ→ フランス→ モナコ→ フランス・エクス=アン=プロヴァンス
8月29日
 フランス・エクス=アン=プロヴァンス→ペルピニャンで仮眠→ブール=マダム→ スペイン（プッチサルダーと思われる）→ フランス・ブール=マダム→ アンドラ→ フランス・ポワティエ
8月30日
 フランス・ポワティエ→パリ凱旋門（ゴール）
途中、フルカ峠で買ったカセットテープの1曲目を大泉が適当に「甘いスイス」と紹介しているが、実際は「Marmor, Stein und Eisen bricht」という曲で、ドイツの歌手ドラフィ・ドイッチャーの1965年の曲のカバーである。また、場面が代わって2人が飽きた画のバックで流れていたのはレックス・ギルドの「Fiesta Mexicana」をカバーしたもので、サースフェーからイタリアへ向かう途中に流れて大泉に止められたのは「ユベール・ジロー」「ポップ・トップス」などが大ヒットさせた「Mamy Blue」である。
本来は大泉には行き先を当日まで知らせない海外企画だが、この企画では行く前から大泉は行き先を知っている、数少ない企画である。
イギリス滞在時、当初は産業革命以前の景観が残るコッツウォルズ地方を訪れるつもりだったどうでしょう班だったが、ホテルに戻った時点で既に夕方5時過ぎだった事から、コッツウォルズに向かうかどうか悩む事となった。しかし、イギリスは日本に比べ日没が遅く午後9時頃まで明るい事から、順調に走行できれば日没に間に合うと判断して急遽ホテルを取ったイースト･グリンステッドから200km離れたコッツウォルズへと向かった。しかし、不幸にも高速道路で事故による渋滞にはまってしまい、到着したのは日没後の午後9時30分で景観を楽しむことができず、更に疲労困憊の中、再び200kmかけてイースト･グリンステッドに戻る事になった。なお、コッツウォルズ観光についてはこの出来事から21年後の2018年、どうでしょう班が「21年目のヨーロッパ21ヵ国完全制覇」でアイルランドを訪れる為に渡英した際に最初の滞在地として選んだ事でリベンジを果たしている。
カレーからブルージュ（Brugge）に行くはずが、道路看板を見間違えてしまい逆方面のブローニュ（Boulogne）に行ってしまう場面がある。21ヵ国中13ヵ国を制覇し、走行距離は5200kmに及んだ。1999年にロケ・放送を行った「ヨーロッパ・リベンジ」で、行けなかった国のうち北欧4ヵ国を制覇。また、2006年にロケし、2007年に放送を行った「ヨーロッパ20ヵ国完全制覇 〜完結編〜」で、アイルランドを除く残り3ヵ国を制覇した。そして、唯一残されていたアイルランドへは「〜完結編〜」のロケから12年後の2018年に訪れ、ロケから2年後の2020年に「21年目のヨーロッパ21ヵ国完全制覇」として放送。レギュラー・不定期放送合わせて4回の旅となり、ロケ完結までの総期間21年、放送上の完結までは23年という長大な企画となった。
1997年当時、まだユーロ通貨は発足していなかったため（ユーロ通貨は2002年に発足）、国境を越える度に通貨の変更が必要であった。従って一同は国境を越える度に幾度か一文無しになっていた。
『プレミア』では、4人がホテルでダブルベッドの部屋をブッキングされるシーンで一部の音声が削除されている。

## マレーシアジャングル探検
- 1998年4月1日 - 29日放送、全5夜。
- DVD第10弾『東京2泊3日70km/マレーシアジャングル探検』に収録。

「どうでしょうの時間枠変更記念として印象に残る企画を」というディレクターの意向から実施された企画で、マレーシアのジャングルの中で様々な形で野生動物の観察を行った。そのロケの過酷さからどうでしょう班の全会一致で「もう二度と行きたくない場所」となったが、6年後に「ジャングル・リベンジ」で再び訪れる事になる。
- 動物偽名発言

大泉が現地で見付けた白と黒の蝶を「喪服蝶」、緑の鳥を「グリンピース」などと適当な名前で、なおかつ柳生博と久米明のモノマネで紹介していた。その回のエンディングで鈴井は「あれは本当の名前ではありませんので覚えないでください」と注意を促していた。
- 動物観察の刑

「ブンブン（ジャングル内の動物観察小屋）」で動物観察をするのが今回の主目的であったが、藤村Dが甘く見ていたため、一番人気のブンブン・クンバンは予約が一杯で取れず、やむなく予約がガラガラのブンブン・ブラウへ行くことになる。案の定ブンブン・ブラウはボロボロの小屋で、用意されていた枕やマットレス等も汚く、大泉は「俺は何か悪いことしてここに送られてきたのか？」「動物観察の刑か？」「これは拷問だ」などと、ボヤきまくっていた。
- シカ事件

深夜に動物観察中、光る眼の動物が現れ「トラじゃないか?」と大慌てするも、よく見ると角があってシカだったことが判明。安堵した嬉野雅道ディレクター（以下「嬉野D」）は脱力したような声で「シカでした」と報告した。また鈴井は「何かに火をつけて追い払った方がいい」「万一に備えて俺がバリケードを作る」と一見冷静な対処をしていたようであったが、そのバリケードはベッド用のスポンジ製マットレスを立てかけただけの代物であり、十分気が動転していたことが判明して失笑を買った。この事件が6年後のジャングル・リベンジでのテーマに繋がっていく。
- 洞窟探検

最終日はグア・テリンガ洞窟を探検。人一人がかろうじて通れる狭さの通路を何か所も潜り抜けねばならず、更に洞窟内にはコウモリが群生し蛇まで出る有り様で、一刻も早く出たい一行は「早く行けよ！」「俺が先に行くから藤やんは後から来なさいよ！」等の罵り合いの末、かろうじて洞窟を脱出。ロケ終了後の総括では「動物観察に行ったはずなのに、人間とはいかに汚い生き物かと思い知らされた」という締め括りがなされた。

### 旅程
3月4日
 日本・札幌（HTB通用口で企画発表）→新千歳空港→関西空港→ マレーシア・クアラ・ルンプール スルタン・アブドゥル・アジス・シャー国際空港→ホテル イスタナ
3月5日
 マレーシア・ホテル イスタナ→クアラ・テンベリン→クアラ・タハン タマン・ネガラ国立公園→タマンネガラ リゾート１６号ロッジ
3月6日
 マレーシア・タマン・ネガラ国立公園 ブンブン・ブラウ(動物観察)
3月7日
 マレーシア・ブンブン・ブラウ→タマンネガラ リゾート→洞窟→グア・テリンガ

## 香港大観光旅行

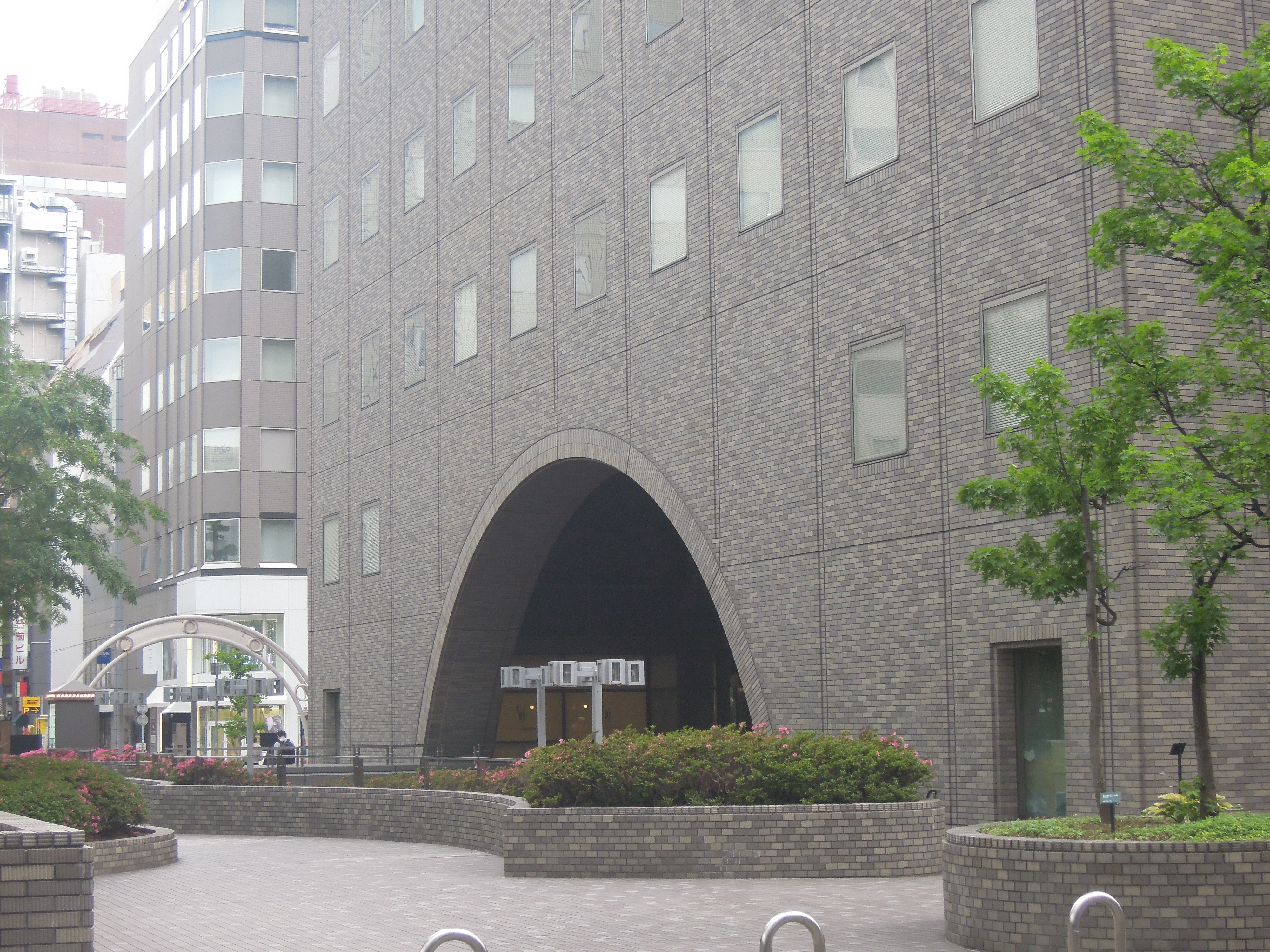
AIR-G'が入居する時計台ビル前。この場所で大泉は鈴井の拉致の練習をしたが、本番では大泉がこの場所へ拉致されて連れて来られるのだった

- 1998年8月5日 - 19日放送、全3夜。
- DVD第12弾『香港大観光旅行/門別沖釣りバカ対決/北極圏突入 〜アラスカ半島620マイル〜 』に収録。

香港観光協会からの誘いを受け、香港の魅力的なところを紹介する企画。海外企画としては初めてのタイアップロケとなる。
本企画の前フリとして「鈴井貴之拉致計画に見せかけた大泉洋拉致事件」を行う場面があるが、「拉致」という用語が後年に問題となった為か、『リターンズ』では一部地方局を除き通常通り放送を行ったが、『Classic』以降は放送リストから除外されている。

### 旅程
- 1日目： 日本・新千歳空港→羽田空港→成田市内のホテル
  - 前段として、大泉が大石内蔵助に扮し、『十勝二十番勝負』のリベンジとばかりに北海学園大学アメリカンフットボール部の面々を引き連れてFM北海道（AIR-G'）に現れる。AIR-G'が入居する時計台ビル前で鈴井の拉致の練習をした後、鈴井のレギュラー生番組『GO・I・S』の放送終了直後のスタジオに乱入し、アメフト部に鈴井の拉致を命じるが、前述の通り実は大泉の拉致が本来の目的であるため、大泉がアメフト部の面々に担ぎ上げられ逆に拉致された（この模様を間近で見ていた『GO・I・S』アシスタントの北川久仁子は大爆笑していた）。
  - 番組中で日付の明示はないが、『GO・I・S』番組中で鈴井が「明日のサッカーのジャマイカ戦」に言及しており、6月26日であることが確認できる。（ただ、映像のスタジオ内カレンダー（大泉拉致時に壁から落ちる）の日は25日とも読める）
- 2日目： 日本・成田空港→キャセイパシフィック航空CX509便→ 香港・香港国際空港（大泉が利用した空港は九龍にあった旧啓徳空港、取材直後に新界のチェクラップコク（赤鱲角）島へ移転し、現在は再開発中）→グレートイーグルホテル（現：ザ・ランガム香港（朗庭酒店））→香港島、中環（セントラル）の超高層ビル街（一行が見た黄金のビルはファー・イースト・フィナンシャル・センター）→ピークトラム→ヴィクトリア・ピーク→スターフェリー→潮州城酒樓（尖沙咀の潮州料理店）
  - 空港からホテルまではベンツSクラスが送迎、大泉はそのワイパーを見て「タラバガニのようだ」と発言した。ホテルから市街への巡回はマイクロバス（トヨタ・コースター、香港ではミニバスなどでよく使用されているタイプ）を利用。サイコロ企画で数々の深夜バスを経験している大泉は「このまま十何時間で北京まで連れて行かれても平気」と豪語した。
  - ホテルの各部屋に観光協会からの紙袋が置いてあり、その中に香港の絵葉書が100枚ほど入っていた。「この中の一枚を引いてそこへ行ったら」と笑い話になり、これがのちの「絵ハガキの旅」の元となった[13]。
  - 大泉は観光協会のガイドに「ジャッキーに会いたい」と言う要望を出したが、取り合ってもらえなかった。
  - 100万ドルの夜景と謳われる香港の夜景をヴィクトリア・ピークから見た大泉は、柳生博のマネで説明ナレーションを始めたが、最後は『100万円クイズハンター』のタイトルコールになってしまった。

潮州料理店では、韓国食い道楽サイコロの旅で使われた『食事ができる人』カードが登場（パブリシティの要素が強いこの企画では、唯一のどうでしょう的アトラクション）。食事ができなくなる危機を迎えたが、鈴井が「全員食える」カードを引いて難なきを得た。
- 3日目： 香港・九龍公園で太極拳→尖沙咀の糖朝で朝食→グレートイーグルホテルで朝食→旺角のバードガーデン（雀鳥花園）→花墟道（花屋街）→通菜街（金魚屋街）→通菜街（女人街）→ドラゴンボートレース国際大会を観戦→尖沙咀で足つぼマッサージ
  - 3日目の朝食は香港観光協会側が用意した糖朝の粥料理と、ホテル側が用意した朝食を2度食べる羽目になってしまった。ホテルでの食事は朝食というレベルではなく、子豚の丸焼きやフカヒレなどが供される、本格的な高級中華料理だった。
  - 大泉と鈴井は興味がないためか、バードガーデン、花屋街、金魚屋街、女人街の訪問をほぼ無表情で通した。バードガーデン、花屋街、金魚屋街を選んだのは藤村Dの趣味。
  - 大泉と鈴井は女人街でTシャツを購入し、大泉は肌色の『ドリ・カム（ドリームカスタム） 不許複製』、鈴井は紺色の『かとうのいかの北海揚げ 白の戀人』というデザインを着用。大泉によれば、ドリームカスタムは横山ホットブラザーズのような芸人とのこと。
  - ドラゴンボート観戦に至っては藤村Dも内容を把握しておらず、観光協会が勧めるままノリで決めたと告白。

## 北極圏突入 〜アラスカ半島620マイル〜

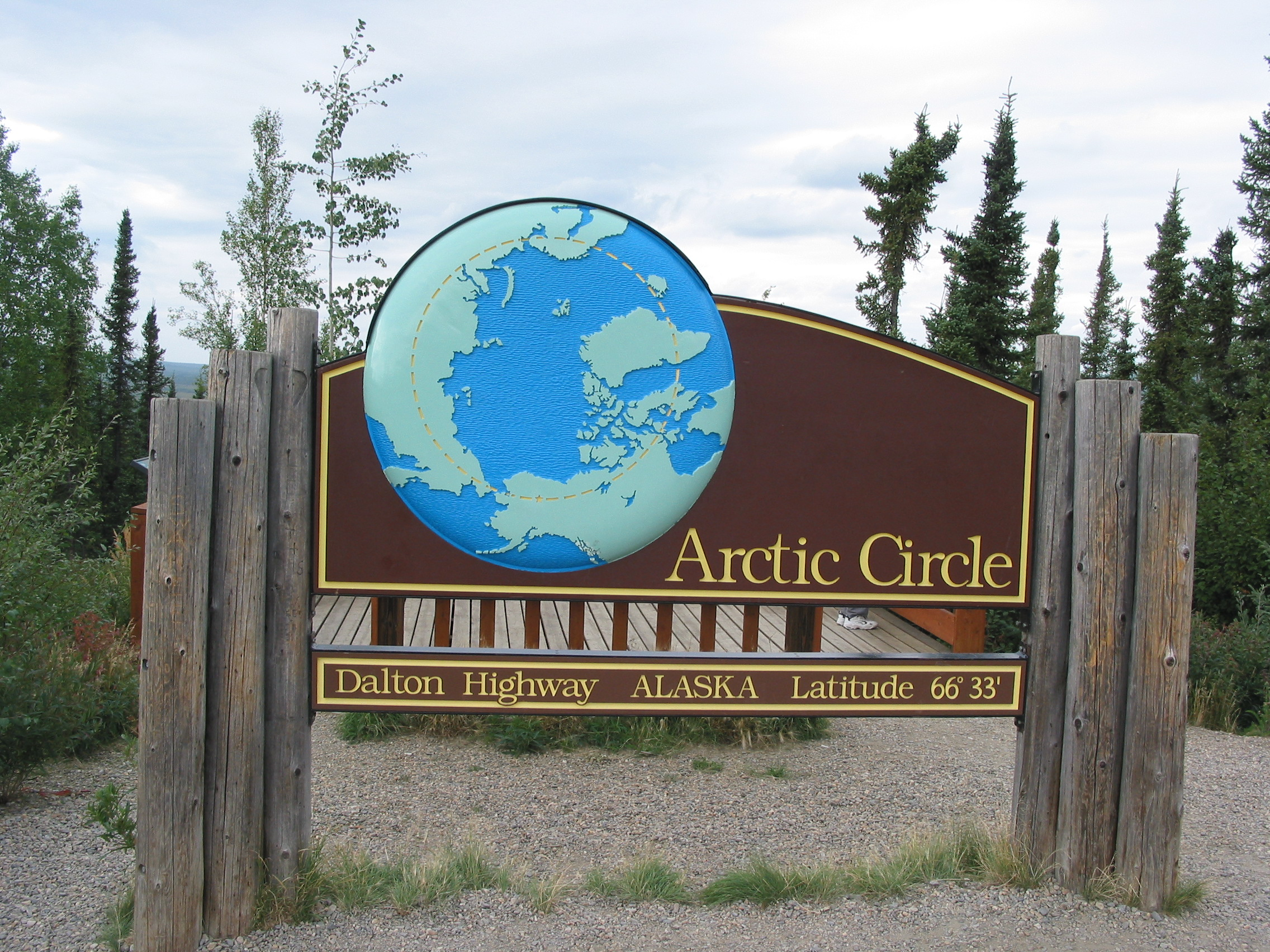
一行が記念写真を撮った、北極圏突入を示す看板

- 1998年10月7日 - 12月2日放送、全7夜。
- DVD第12弾『香港大観光旅行/門別沖釣りバカ対決/北極圏突入 〜アラスカ半島620マイル〜』に収録。

鈴井の長年の夢であった、オーロラを見に行くという企画。鉄道での移動ののちキャンピングカーをレンタルし、米国・アラスカ州の州都アンカレッジから、マッキンリー有するデナリ国立公園やユーコン川を超えて北極圏にあるオーロラが出現する人口12人（1998年当時）の町「コールドフット」を目指す。ただし、これらはあくまでテレビ的な建前において説明されたもので、本当は藤村Dが「夏のアラスカに行きたかった」「キャンピングカーにはまっていた」という理由から実現させたものである。
しかし天候に恵まれず、結局オーロラは見られなかった。しかし、どうでしょう一行が訪れた1998年から2000年は1番オーロラが良く見えていた事が発覚した。ちなみに、アンカレッジに着いて向かった氷河クルーズへ赴く際に利用したアラスカ鉄道にて、鈴井の名前が「CUZUI（クズイ）」と誤記されていたため、エンディングクレジットでは「CUZUI TAKAYUKI」というアルファベットが当てられている。

### ビストロ大泉
前述のように行程の2日目以降はキャンピングカーをレンタルし、道中のキャンプ場への宿泊で旅程を消化していった。そんな中、大泉は過去の企画における行動から「地図も読めないバカ」の評価を得ていたため、“料理長”としてのポジションを任命される。任を受けた前日のホテルでは「鈴井さんの奥さんより美味しいものを作る自信はある」「料理はボケない」と高らかに宣言するなどやる気を見せ、スーパーで大量に食材を買い込んだが、後述のような料理が出来上がることとなる。
なお、これが後の「シェフ大泉 車内でクリスマス・パーティー」や「シェフ大泉 夏野菜スペシャル」など、「シェフ大泉シリーズ」の企画へと発展していくきっかけであり、別名の「ピストル大泉」は、第5夜で大泉が自ら「ビストロ」を「ピストル」と言い間違えたことに起因する。これ以降、大泉が料理を作る時の一言が「いらっしゃいマホ」から「おみまいするぞー!」に変わり、決まり文句となった。
1日目
- 提供されたのは3品。
前菜　トマトのオーロラ風
トマト、アスパラガス、トナカイのソーセージを半生状態で炒めたものを、トマトをくり抜いて作った器に詰めた料理。予定では3品を45分で調理するはずが、この前菜だけで45分を費やしてしまった。ちなみにトマトは、商標のシールが貼り付いていたままだった。
本日のサラダ　ハリバットのサラダ　オーロラ風
ハリバットを塩コショウと赤ワイン[16]で下味をつけてフライパンで焼き、その周りに生野菜を並べ、その上にケチャップとマヨネーズを和えて作ったオーロラソースをかけたもの。ハリバットは好評ながらも、オーロラソースについては鈴井から「ない方がいいです」と評され、後で食べた大泉も同調した。なお、ハリバットをフランベする際に炎が大きく上がり、キャンピングカーの火災報知器が鳴るというハプニングが起きている。
本日のパスタ　えびとブロッコリーのスパゲッティー　オーロラ風
フライパンで炒めたエビ、ブロッコリー、トマトを具材とするスパゲッティー。スパゲッティーが予想よりも早く茹で上がり、具材の調理中にしばらく放置しておいた結果、麺が膨張してフライパンにてんこ盛り状態になり（藤村D曰く「ドーム型」）、具材と全く絡まないという事態に。その様子を見た嬉野Dは、思わず「なんでそんなに増えたんだよ?ヤキソバみたいになってんじゃんか!」と声を張り上げるほどだった。大泉は実際に食して「食感的にはモチに近いね」「最後の一口が入んないね」と苦笑。

2日目
- 提供されたのは5品。
前菜　新鮮たまごのハリバットまぜ
大泉曰く「先制攻撃」。白ワイン、コショウ、シーズニングスパイス、バターで味付けしたハリバットを溶き卵と混ぜ合わせ、オムレツにしたもの。鈴井からは「これは美味しいよ」と高評価を得る。
サラダ　きのうののこりのサラダ（カリカリベーコンのサラダ）
昨日のサラダの残り物に、フライパンで焼いた細切れのベーコンをのせたもの。こちらも藤村Dから高評価を得る。
本日のスープ　トムヤムクン風オニオンスープ
エビ、トマト、玉ねぎなどを具材として煮込み、青唐辛子とレモンを入れて辛味と酸味を加えたスープ。辛さが効きすぎたせいで藤村Dからは喉の痛みを訴えられ、鈴井は「大泉洋の作戦ですよ。次の今日のパスタ、僕ら（パスタの）味がわからない（と思う）」と発言。
本日もパスタ　ハリバットとアスパラのスパゲッティー　白ワイン風
ハリバット、アスパラガス、エビ、ベーコンを具材とし、レモン汁で味を加えたスパゲッティー。「昨日（のスパゲッティー）に比べれば（マシ）」とまずまずの評価を得るも、嬉野Dに感想を求めたところほぼノーリアクションだった。ハリバットの調理では大泉が再びフランベに挑戦したが、またしても炎が大きく上がり、藤村Dを怖がらせた。
デザート　アイスクリームのオーロラ風
アイスクリームにオレンジジュースとバーボンをかけたもの。大泉曰く「大人が好む味」だが、全員が食べた瞬間に渋い表情を浮かべた。

3日目
- 提供されたのは4品。
本日のスープ　アサリと白菜のスープ
アサリ、白菜、ベーコンを塩味で煮込み、隠し味でバジルを入れたスープ。藤村Dに「単に塩味ですよね?」「鍋ですよね?」と言われ、大泉が「このでくのぼうは何を言ってるんだ」「そりゃどんなものでも鍋だよ。鍋で作ってんだから!」と憤慨。
キングサーモンと貝柱のソテー
キングサーモン（大泉はここでもフランベを披露）、ホタテの貝柱、アスパラガスをソテーしたもの。高評価を獲得。
本日もパスタ　ペスカトーレ（魚介のトマトソース）
特製の魚介のトマトソースを絡めたスパゲッティー。大泉が麺の茹で時間について「3分30秒やります」と豪語したものの、藤村Dがストップウォッチで計測した結果4分46秒だった。また、麺をフライパンに入れると1日目と同様に「ドーム型」になった。味は良かったものの、茹で時間をオーバーしたせいで麺が乾燥しており、藤村に「ビーフンですよね?」と何度も詰められた大泉は「ビーフンです」と発言。さらにこのことを藤村Dが咎めるも、大泉は「このフライパン（の大きさ）ではね、この量は入らないの!」「どれだけ3分で茹でても、ここに入れたらビーフンになるの!」と大声で反論した。
デザート　フルーツの盛り合わせ　オーロラ風
鈴井が購入したフルーツにメイプルシロップとレモン汁をかけ、ホイップクリームを添えたもの。メニュー発表時に「オーロラ風」の名前を発表した途端、藤村Dから反発を受けた。

### 似顔絵
オーロラを待つ間、暇を持て余した大泉がどうでしょう班の似顔絵を描いたトランプを作ったが、ジョーカーとして描かれた藤村Dの似顔絵があまりにも本人に似ていた（激似）ため、以後番組内やWEBコンテンツで度々使用されるようになった。加工・着彩はBgBeeスタッフの手によるもので、藤村Dの似顔絵から発展させた「藤やん犬」なるキャラクターも生まれている。嬉野Dの似顔絵も使用されるが、機会は少ない。尚、このトランプは『水曜どうでしょう写真集』に掲載されたほか、実際に商品化されており、2024年現在も販売されている。

### 旅程
9月10日 出発日の前日
 日本・HTB(企画発表)
9月11日 1日目
 日本・道央自動車道→新千歳→羽田→ アメリカ合衆国・シアトル→アラスカ州 アンカレッジ→ホテル インレットタワースイート
9月12日 2日目
 アメリカ合衆国・アンカレッジ→アラスカ鉄道 ウィッティア駅(氷河クルーズ)→アンカレッジ駅→ホテル インレットタワースイート
9月13日 3日目
 アメリカ合衆国・アンカレッジ→タルキートナ→キャントウェル
9月14日 4日目
 アメリカ合衆国・キャントウェル(デナリ国立公園(ワイルドライフツアー))
9月15日 5日目
 アメリカ合衆国・キャントウェル→フェアバンクス
9月16日 6日目
 アメリカ合衆国・フェアバンクス国際空港→コールドフット
9月17日 7日目
 アメリカ合衆国・コールドフット(オーロラ観測)

## アメリカ合衆国横断
- 1999年4月14日（14日は「ANAで行くサンフランシスコ」） - 6月16日放送、全8夜。
- DVD第15弾『アメリカ合衆国横断』に収録。

第1夜は全日本空輸 （ANA）からのタイアップオファーとして、同社のビジネスクラスサービスである「CLUB ANA」でのサンフランシスコ行き航空券が送られた関係で、プロローグの「ANAで行くサンフランシスコ」が行われた。そのことから、CLUB ANAの特典内容についても事細かに説明され、ラウンジ内部や機内での様子も通常企画より長く映されている。また、同じくラウンジにおいて『アルマゲドン』が上内映画サービスで放映されることを知った大泉は、藤村D（当時『アルマゲドン』にハマっていた）に「バカみたいに3回観なさいよ『アルマゲドン』ばっかり」、「泣くなよ」などとけしかけていたが、結果的に自身が2回（+『レ・ミゼラブル』の3本）を完徹状態で観ることとなり、『アルマゲドン』のクライマックスで号泣する様子（2回双方）も放映された。
このロケが行われた時期にANA利用者に対しての応募者全員プレゼント企画が行われていたことから、どうでしょう班も「ゲームボーイカラー」、「MDプレイヤー」、「商品券（ANA利用券2万円分）」、「備前焼」の4種を「1人がいずれか1つを貰う」約束で応募を行った。だが、各々が自らの欲しいものを取り合った結果、大泉と藤村Dが需要度の低かった備前焼を押し付けあう事態になる。この備前焼は結局、藤村Dによって受け取られ、後に「シェフ大泉 夏野菜スペシャル」において大泉が皿を焼いた際にも比較に使われた。
到着後はゴールデン・ゲート・ブリッジのような観光地や、サンフランシスコの街並みなどを周遊して回っていたが、その「ついで」として企画された「サンフランシスコ〜ワシントンD.C.間のアメリカ横断」も水面下で進んでいた。大泉にはこの時点で企画内容は知らされず、翌朝のホテルで本来の企画を告げられることになった。使用した車両は「生粋のアメリカン」ことシボレー・アストロ。企画全般に渡って、アメリカでの地域時差修正による走行スケジュールの調整で苦しんでいる様子が見られる。
本放送当時は「〜北米大陸 3750マイル〜」のサブタイトルが付けられていた。この企画そのものは全部で7週だが、前枠でも大泉が「ANAで行くサンフランシスコ」を含めて「第○夜」と説明していることから、全8夜の企画である。

### 旅程
2月26日
 日本・成田→ アメリカ合衆国 カリフォルニア州・サンフランシスコ（1日観光・宿泊）
2月27日
 アメリカ合衆国・ カリフォルニア州・サンフランシスコ→ ネバダ州・ラスベガス（宿泊）
2月28日
 アメリカ合衆国・ ネバダ州・ラスベガス→ アリゾナ州・フラッグスタッフ（宿泊）
3月1日
 アメリカ合衆国・ アリゾナ州・フラッグスタッフ→ ニューメキシコ州・サンタフェ（宿泊）
3月2日
 アメリカ合衆国・ ニューメキシコ州・サンタフェ→ テキサス州→ オクラホマ州・クリントン（宿泊）
3月3日
 アメリカ合衆国・ オクラホマ州・クリントン→ アーカンソー州・ホットスプリングス→ テネシー州・バッファロー（宿泊）
3月4日
 アメリカ合衆国・ テネシー州・バッファロー→ ケンタッキー州・マンモスケーブ→ テネシー州・ナッシュビル（通過）→ バージニア州・マリオン（宿泊）
3月5日
 アメリカ合衆国・ バージニア州・マリオン→ コロンビア特別区・ワシントンD.C.
- カジノ騒動「ラスベガス 30分1本勝負」

ラスベガスに到着した一行は、「無料のショーを見て、カジノでお金を使わない」のが賢い遊び方であるとして、まずは「お金をかけず」に楽しむため、ホテルの周辺で開催されている無料のショーを見物するが、大泉の要望で結局カジノへ行くことになる。
自腹で1人50ドルの予算が設定された「30分1本勝負」の結果、嬉野Dは24ドル、藤村Dは150ドルのプラス収支となった一方、鈴井と大泉は全額スってしまう。「やはり運が悪いのはあなた方2人」と揶揄された大泉は、「君がそうやって笑う度に僕らは精気を失ってるんだ、爆笑バンパイアだよ」と責任転嫁した上に、D陣が勝ち得た金を元手に再度挑戦を目論むも反対した嬉野Dと口論が発生。大泉は吐き捨てるようにD陣の金を「倍にして返してあげるから」「倍返しの大泉だ」と豪語したことから、D陣の協議の結果、挑戦が許された。
しかし翌朝D陣が大泉の部屋を訪れると、ベッドサイドには3ドルと「二度と賭け事はしません」と書かれたメモが置いてあり、大泉を詰問すると「一時は倍額の400ドルを稼ぐことに成功したものの、欲をかいたためにたちまち手持ち4ドルになり、帰ってからルームサービスにチップをはずんだ為、残り3ドルになった」との事で、D陣から厳しい顰蹙を買い、ビンタされるなど弾劾を受け、174ドル（当時は1ドル=120円前後で取引していたため、日本円で約21000円）の借金を背負う羽目になる。このため、後述の「インキー事件」発生までは大泉がどうでしょう班内での最下層に位置しており、旅の行程中においても何かと叱責され、事あるごとに「借金野郎」などと罵倒される姿が映された。
- 大泉倒れる

サンタフェ到着後にホテルのレストランで食事中、大泉が体調不良から廊下で卒倒。その場で嘔吐しようとする大泉に、藤村Dがサンフランシスコで買ったばかりの新品のトレーナー（74ドル）を脱ぎ「吐くんならこれに吐け!」と渡し、大泉は嘔吐した。直後、鈴井が嘔吐物まみれのトレーナーをトイレで洗おうとしたところ、大量の嘔吐物を見て驚き「もらって」しまう。この一件で大泉は本気で死を覚悟したが、翌朝には何事もなかったように体調が回復。カメラの前で自ら出来事の一部始終を語っていた。この件は咄嗟の出来事だったことからカメラを回しておらず、VTRには残っていない。
大泉本人は当初、自分の身に付けている行程中で購入した様々な貴金属が「ぼくの身体のバイオリズムを崩してる」と判断していたが、DVDの特典映像・未公開シーンで本人から「（料理が）脂っこかっただけだろ」「胸焼けだ」と告白、副音声では「長時間、車を運転していた事による疲労」（当日は大泉以外の3人が体調不良で、大泉が終日運転していた。なおこのことは卒倒翌日の映像に入る前に藤村Dのナレーションで説明があった）が原因と分析している。
- ミスター激怒

フォートスミスからメンフィスへ向かう道中、アーカンソー州に「ホットスプリングス」という温泉が名物の町があるのを知り、後部座席で鈴井が就寝しているのを機に藤村Dが「温泉がある…」「疲れを取るのに一番いいのって何だい?」、運転をしていた大泉へ向かうことを促す。大泉は「（ルート変更をすると鈴井が）怒るぞ……」と向かうことをためらっていたが、結局は温泉の誘惑に負け、時間が押している中でホットスプリングス方面へと行ってしまう。到着した直後に寝ていた鈴井が起床し、案内看板に書かれた「Welcome to Hot Springs」の文字を見て「やりやがったな」と呟いたため、叱責から逃れるために藤村Dと大泉はすぐさま責任をなすり付け合った。
この日は前日の「会議」でスケジュール遅延が顕著だった状況下であったにもかかわらず、「5時半起床でモーニングコールを担当する」と宣言していた大泉が寝坊したため、ロスタイムを挽回するため鈴井がD陣を押し切って自らハンドルを握って長距離を運転を担当していた。そんな中で「寝ている間にメンフィスへ近づいた」と思っていた鈴井は激怒し、大泉に「わかってんだろうな」と威圧。入った温泉の中でも一切大泉と口を聞かなかった。
- UFO遭遇

アーカンソー州を車で走行中、上空に謎の飛行物体を発見。大泉、鈴井、藤村Dは「UFO」として盛り上げたが、嬉野Dは「雲に入ったんじゃないの? 飛行機が」と指摘した。
(ただ、航空機には不可能な動きが確認できるため、詳細は不明)
- インキー事件

バッファローのモーテルに宿泊した翌朝、鈴井が車のエンジンをかけたままキーを閉じ込めてしまったため、車中に入れない事態が起き、全員に土下座する始末になる。ロードサービスが来るまでホテルの部屋で待機しようとしたものの、ここでさらに鈴井はオートロックの部屋の鍵までも閉じ込めていたことが発覚。対応のために出発が2時間ほど遅れたが、カメラを回し始めると鈴井が何事もなかったような進行をしたことで、大泉と藤村Dの激しい弾劾を受ける。さらに、鈴井は自らの非難の矛先をかわそうと、大泉の扮装に対して「あなたもおかしな格好してますよね」と口走り、前日までの虐げられていた鬱憤や早朝からのインキートラブルに疲弊し、辛うじて最後の元気で扮装して運転していた大泉は激怒、「服装交換」のペナルティーを言い渡し、これを機に本企画上の鈴井の権威が失墜してしまう。
扮装に着替えた後の鈴井は完全に開き直り、「（ゴール地点に）行かなくていいんじゃない」「（時間がなくなったら）インキーして時間稼ぐから」と発言。大泉からは「（吸っていた）葉巻に何か入ってたんじゃねぇのかな。違うもの吸っちゃったかも」と、あまりの変貌を心配された。
数年後、鈴井が日本テレビの『PON!』の「ハラハラトーク スタア秘宝館」コーナーに出演した際にこの事件に触れ、「一番大変な事件であった」と語っている。
なおゴール直前で「ワシントンD.C. 国防総省（ペンタゴン）」という字幕が出る。アメリカ国防総省は地理的にはワシントン特別自治区の隣のバージニア州に所在し、各法令もバージニア州のものが適用されるため、厳密には不正確であるが、住所の正式表記ではワシントンD.C.の.一部と扱われている。
- 前枠・後枠「アメリカの有名人 私は誰でショー」

前枠で、大泉扮する「MC（ケント）デリカット」が、鈴井扮する「アメリカの有名人（エマニエル坊や、ミッキー（マウス）、マリリン（・モンロー）、スーパーマン、ジョイナー、E.T.、自由の女神）」が誰か、というクイズを出し、後枠で正解を発表する。『プレミア』では当企画の前枠・後枠はカットとなった。

## ヨーロッパ・リベンジ

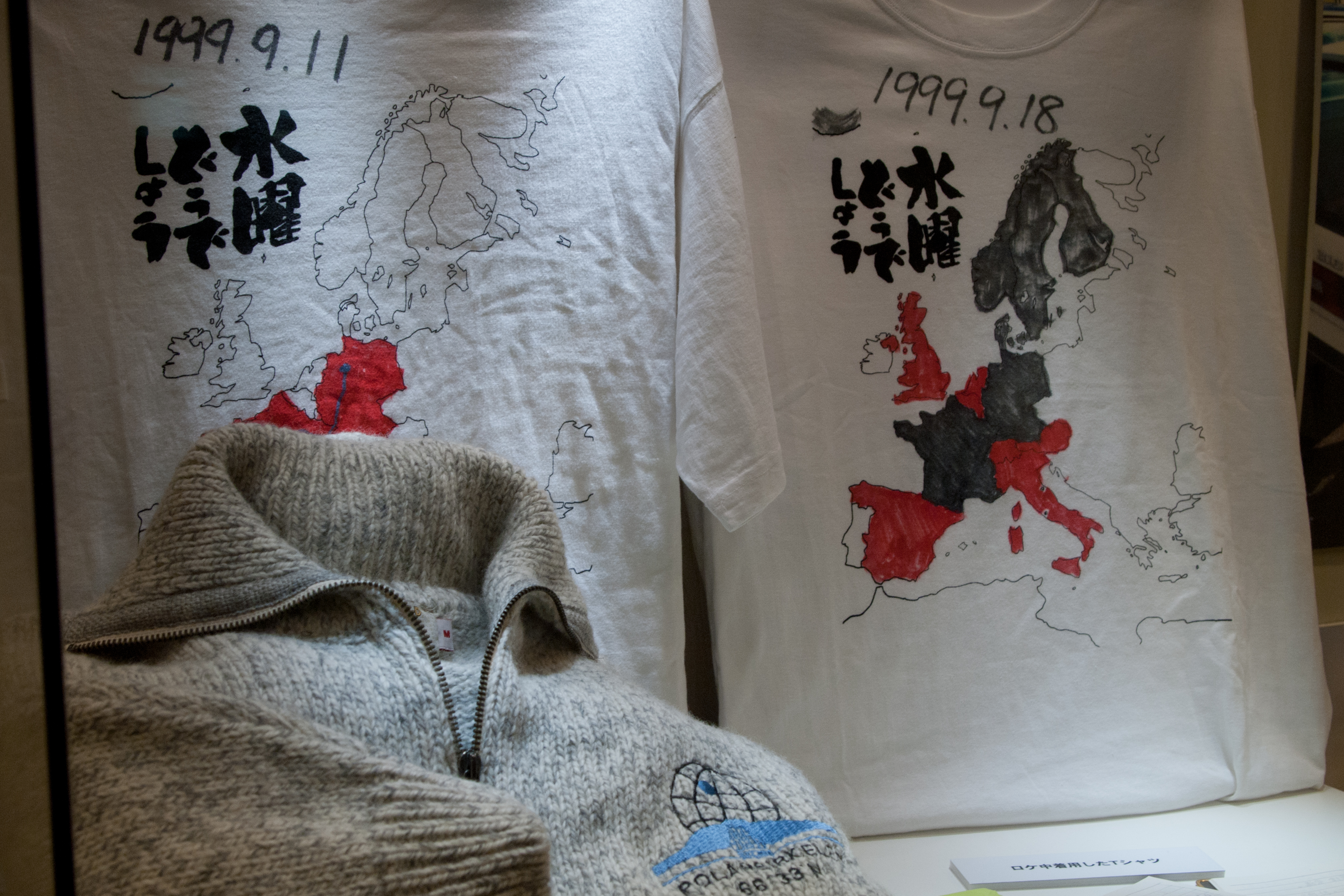
番組ではTシャツの地図の訪れた国を塗りつぶす

- 1999年10月6日 - 12月8日放送、全8夜。
- DVD第17弾『ヨーロッパ・リベンジ』に収録。

放送時のサブタイトルは『〜美しき国々の人間破壊〜』。「ヨーロッパ21ヵ国完全制覇」において回ることが出来なかった北欧地域を中心に巡る企画。テーマは2年前と同じく「メルヘン」。パリからドイツ、デンマーク経由でスカンディナヴィア半島へ上陸後、スウェーデンを経由してフィヨルドを見るがために延々とノルウェーを北上、アラスカでのロケ以来1年ぶりの北極圏再突入を果たし、最終目的地であるフィンランドのヘルシンキを目指した。ちなみに、12月8日放送分の視聴率18.6%はレギュラー放送時代の最高視聴率であり、「ゴールデンスペシャル サイコロ6」の放送決定へ繋がった。
フランス〜デンマーク間ではメルセデス・ベンツ・Eクラス（2代目）、スカンディナヴィア半島ではボルボ・S80（初代）と、いわゆる「高級セダン」がレンタカーとして用いられた。これは、マニュアル車が全盛の欧州地域ではオートマチック車のレンタカーが小型車に設定されていないためであるが、どうでしょう班が「オートマチック車に乗りたかった」ために大きめの車両をレンタルすることとなった（『どうでしょう本』より）。
本企画は「過去に行った海外ロケの中で最も辛い」と評され、 大泉・D陣に至っては、ゴール後に帰りの機内で『鉄道員』（後述）が流されたのを鑑賞するうちに、「ようやく帰れるんだ」と共々泣いてしまったことをインタビューで明かしている。また、番組自体の休止を挟んだこともあって、この企画から「中米・コスタリカで幻の鳥を激写する!」までの約1年半の間、海外長期ロケは執り行われなかった。この他にもD陣の2人は「この企画が“長期の海外ロケ”に大きな変化をもたらした」旨をホームページ上にて語っており、現地ガイドを付けない4人だけでの海外ロケは2006年放送の「ヨーロッパ20ヵ国完全制覇 〜完結編〜」まで行われていない。
本企画内で、大泉が「スマスマ（SMAP×SMAP）あたり出れないかなぁ」と発言し、藤村が「大泉くんやっぱりスマスマ出るのが目標だなぁ」と返す場面があるが、このシーンは本放送から約15年後の2014年に大泉が「BISTRO SMAP」に出演した際、番組内のVTRでも紹介されている。
- ドイツテント事件

初日の夕方6時を過ぎた後、宿の心配をしつつもドイツ・メルヘン街道途上で小芝居を繰り返した上、大泉と嬉野Dの要求によってホテルの確保より食事を優先させてしまう。しかし、その食事の場でもメインが出てくるまで1時間半以上を費やすなど大幅な時間ロスとなる。食事を終えた後、なんとか宿を見つけようとするも空き部屋が見つからず、ベーヴェルンゲンの道端で野宿を余儀なくされた。食事の最中には藤村Dから「実はテントをもってきてんだ、オレ」と切り出され、「12時までに宿が見つからなかったらその場で寝るぞ」と宣言されたが、そのまま実現してしまう形になった。なお、この時に藤村Dが発した「ここをキャンプ地とする」という言葉は、以後の企画でも（突発的な野宿でない場合でも）使われることとなる。
当事者の一人である嬉野Dは「別に俺はテントでもいい」と寝袋を持参（藤村Dとともにテントへ宿泊）していたため難を逃れており、車中泊となった鈴井は毛布などを身にまとっていたものの、同じく車中泊であった大泉は全体的に薄手な王子様の衣装を余儀なくされ、その上「車の窓が数センチ開いていた」ことで夜通し冷え込みに襲われた。この一件からどうでしょう班は、「メシより宿（宿泊先の確保を何より優先する）」という共通認識で行動するようになった。
北極圏に突入した後のノルウェーにおいても同様の状況に陥ったため、一行は食糧を買い込んでドイツと同じくテント泊および車中泊を覚悟したものの、たどり着いたキャンプ場でヒュッテ（バンガロー）のレンタルが出来たために難を逃れた。この時には大泉が料理を振る舞ったが、その出来は上々だったようである。
- 『フィヨルドの恋人』

ムンク美術館で購入した「ムンクさん」と呼ばれる、エドヴァルド・ムンクの『叫び』に描かれた人物をモチーフとした風船人形を使用した連続テレビ小説。その後、「ムンクさん」は『水曜どうでしょうビデオ』の第1弾である「サイコロ1 完全版」の発売に伴う宣伝VTRに出演している。
ロケ地・・・ノルウェー、フィンランド（第4話のみ）
出演・・・鈴井貴之 - 放浪のカメラマン、ムンクさん - 謎の女性（声 大泉洋）
各話リスト・・・第1話「出会い」、第2話「事件」、第3話「夢の途中」、第4話「別れ」
- 大泉崩壊

スカンディナヴィア半島上陸後にナルヴィク経由ルートを選択した結果、どうでしょう班はほぼ走り詰めの旅程を強いられた。ナルヴィクからロヴァニエミに移動する途中、車内でA*Teensの『The ABBA Generation』に収録されているABBAの『ギミー!ギミー!ギミー!』のカバーが流れ出した途端、大泉がいきなり「イェーイ! のってきた」と叫ぶと膝を叩き、大声でメチャクチャな歌詞を歌い始め、さらに「もしできることであれば今ここでグルングルン回りたいんだなぁ」などと意味不明な発言を行い、「ミスター! 何とかしなさいよ!」（藤村D）「これはもうどうすることもできないよ」（鈴井）という状況になった。本企画の予告編で車から身を乗り出した大泉が雨中で絶叫するシーンは、この直後のものである。
なお藤村Dも大泉と運転を交代した後で、「いやぁ…早く帰りたい…」とつぶやくや否や「慣れないよ、英語は！いつまで経ったって」とこれまでの不満をぼやき、怒りだした挙句、最終的には「くそぉ！『鉄道員』見てぇ！」と叫び涙をこぼすなど「壊れて」しまった。曰く「一日中この席（後部座席）にいるとダメになる」。
- サンタクロース

ロヴァニエミにあるサンタクロース村でサンタクロースに会う。ちなみに大泉がお願いしたプレゼントはハンバーグ（鈴井も「Me too」と答えているが、直後の車中で藤村Dから「もうちょっとひねったらどうだったんだぁ？」と苦言を呈された。）である。

### 旅程
9月10日（金）
 日本・新千歳空港→関西空港→ フランス・パリ
9月11日（土）
 フランス・パリ凱旋門（スタート）→ランス（通過）→ストラスブール（通過）→ ドイツ・フランクフルト（通過）→アルスフェルト→ザバブルク→トレンデルブルク→de:Bundesstraße 83の道ばた（野宿）
9月12日（日）
 ドイツの道ばた→ハンブルク（通過）→フレンスブルク（通過）→ デンマーク・オーデンセ泊
9月13日（月）
 デンマーク・オーデンセ→グレートベルト・リンク経由でシェラン島に渡り、コペンハーゲンでレンタカーを返却→高速船で スウェーデンのマルメへ行き再びレンタカーを借りる→ウッデパルラ泊
9月14日（火）
 スウェーデン・ウッデパルラ→ ノルウェー・オスロ（オスロ国立美術館→ムンク美術館）→リレハンメル（通過）→トロンハイム
9月15日（水）
 ノルウェー・トロンハイム→en:European route E06沿いのキャンプ場のバンガローに宿泊（場所はTømmernesetだと思われる）
9月16日（木）
 ノルウェー・キャンプ場出発→ナルヴィク→ フィンランド・ロヴァニエミ泊
9月17日（金）
 フィンランド・ロヴァニエミ→サンタクロース村→ユヴァスキュラ
9月18日（土）
 フィンランド・ヘルシンキ・ヴァンター国際空港
- 本来、9月11日はザールブリュッケン経由でドイツに入境するはずだったが、鈴井が道を間違えたことにより、ストラスブール経由となった。藤村Dによると、これにより100kmロスした。
- 1日目の夜にドイツで野宿した場所はトレンデルブルクの北十数キロのBundesstraße 83沿いだと思われる。
- 鈴井が各国の童話に因んだ姿に扮する小ネタのうち、フィンランドでのムーミンは、DVDでは削除されている。
- この企画の日本に帰る飛行機の機内上映映画は『鉄道員』であった。

## 中米・コスタリカで幻の鳥を激写する!

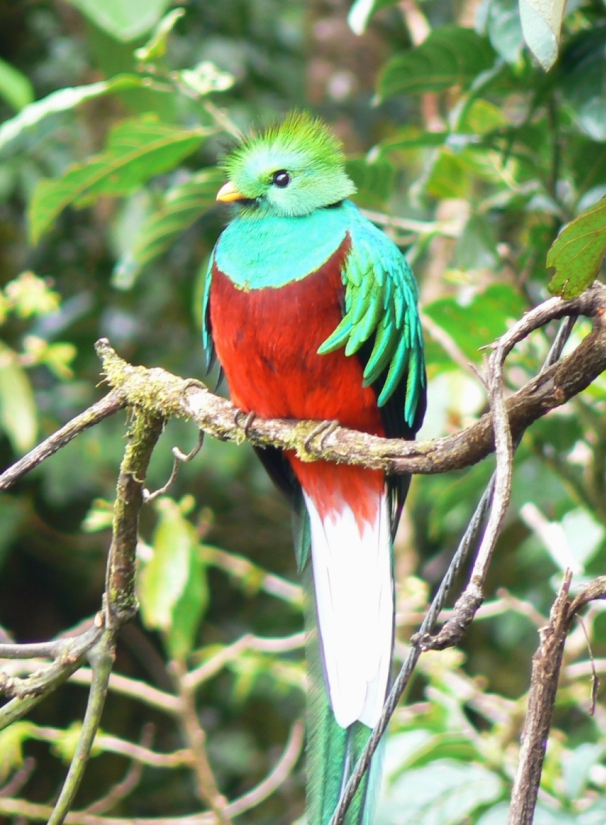
ケツァール

- 2001年4月18日 - 6月6日放送、全6夜。
- DVD第22弾『中米・コスタリカで幻の鳥を激写する!/前枠・後枠 傑作選』に収録。

中央アメリカ地域に生息し、“幻の鳥”とも呼ばれる「ケツァール」を撮影するという企画。「onちゃんカレンダー」以来となる“写真家”大泉洋の登場する企画であり、現地での工程には、HTBの元社員でコスタリカに移住した「ひろしくん」こと清水浩が案内人として全面協力している。
3月6日、サンホセ空港（フアン・サンタマリーア国際空港）からコルコバード国立公園近くの空港まで行くチャーター便（TAXI AEREO）に乗る際、天気は快晴だったもののかなりの強風が吹いていた。大泉は「こんな中で飛ぶんだろうか？いや、飛ばすからたまに落ちるんだろう」などと発言。「去年は4機落ちた」「朝は落ちる確率が少ない」など清水から聞いた衝撃的な話を披露した。またこの時、現地で約300円で購入した『純粋人生コスタリカ』と日本語で書かれたお揃いのTシャツも披露された。一行を乗せた飛行機が離陸する際、離陸に失敗したまま無残な姿を残す旅客機(ボーイング727)がそのまま空港内に放置されている恐ろしい光景をカメラは捉えている。40分もの間大きな揺れに襲われ大泉は激しく酔ったが、ギリギリ吐かずに済んだ。
一行が宿泊したのは「カーサ・コルコバード」。当時、交通費・食事全て込みで2泊3日1人約8万円だった。探索ガイドを務めたのはカルロス。しかし発見し解説を受けるのは植物類など画的に地味なものが多く、肝心の動物類はミスターが先に見つけることが多いなど、ガイドに不満を漏らす場面もあった。また、カルロスから「ここにケツァールはいない、モンテベルデで見た」と言われたことを明らかにした。
3月9日、サンホセの「コカコーラ・バスターミナル」から2時間かけ標高2000メートルもある「サン・ヘラルド・デ・ドータ（San Gerardo de Dota）」へ向かうバスに乗り、下車後さらに迎えの車で9kmの山道を進んだ。一行が宿泊したのは「Montaña Savegre」。当時、1泊3食つきで1人約7000円だった。到着早々多くのハチドリを発見し気持ちは高まったが、鈴井が「僕はショックなものを見てしまいました」と発言。2階のロッジでハチドリが餌付けされている衝撃的光景をカメラが捉えた。その様を見て藤村Dは「何だいあれ？ハエみたいにたかってんじゃねぇか」と表現した。
撮影に使われたカメラはピント調整・露出調整・フィルム送りなどが完全にマニュアル操作の機種であり、「フィルムを巻いていなかった」「フィルムが切れていた」といった凡ミスを連発して撮影機会を逸してしまうことが多々あった。この他、「onちゃんカレンダー」の撮影においても使用された600mm超望遠の“バズーカ”が登場。その名の通り特大かつ重く、更にピントが合わせづらいという使いにくい代物であった。また、本来は手持ち使用を想定したものではないため、撮影時には鈴井が三脚代わりに肩を貸すなどをしていた。
最初に訪れたコルコバード国立公園では小さなトカゲや他の鳥ばかりを撮ったものの、ケツァールには巡り会えなかった。そして、最後のチャンスに訪れたサン・ヘラルド・デ・ドータで見事ケツァールの撮影に成功した。
第6夜では「撮影された写真は札幌市内のスーパーで「大泉洋・ケツァール展」として展示。一切告知せず行ったことからたまたま買い物をしていた主婦だけが見ただけだった。『HTBニュース』内でもイベントが取り上げられ、その模様が放映された」という一連の流れがあるが、これはオチとして「ローカルニュースでアマチュア写真家の写真展が行われた事を伝える」という映像を作りたかっただけの事であり、実際には展示会そのものも行われていない。ただし、ニュースの最後で紹介されたポストカードは実際発売されたものである。
コスタリカまでの最中、鈴井の預けた荷物がサンホセ空港で紛失するというハプニングが起きており、ホテル到着時の鈴井の持ち物はゲームボーイだけとなってしまった。「乗り継ぎの際に誤って綴りの同じサンノゼ空港（アメリカ）へ行ってしまった」とは鈴井による考察。コルコバード国立公園から戻ってきた際に荷物は無事に帰ってきている。ジャングルの中で嬉野Dが鳥などを見つけられず鈴井が先に発見し、藤村Dに「ミスターの方が役に立つ」と言われてしまう場面がある。
サン・ヘラルド・デ・ドータでは、よく釣れるという話を聞きつけた藤村Dの希望により、時間つぶしのため釣り対決を行う。恒例の「プレイボール!」のかけ声で始まるが全く釣れなかった。この日の夕食時に同じくケツァールの撮影に来ていた日本人のプロカメラマンに、一行が釣りをしている最中に一行が遠距離だったことを理由に行くことを断念したポイントで目撃したとの情報を聞き、大泉らは釣り対決の判断を出した藤村Dを責める。翌朝、ケツァールが出没するエリアに行くとあっさり撮影に成功し、一同は拍子抜けしてしまう。現地ガイドがケツァールを探すため姿が見えなくなると、大泉は「あそこで飼ってるんじゃないか?」などと怪しむ場面も。

### 旅程
3月5日
 日本・札幌　HTB通用口→新千歳空港→関西空港→ アメリカ合衆国・テキサス州 ダラス・フォートワース国際空港→ コスタリカ・サンホセ フアン・サンタマリーア国際空港
3月6日
 コスタリカ・サンホセのホテル メリア・カリアリ→チャーター便（TAXI AEREO）→コルコバード国立公園
3月7日
 コスタリカ・コルコバード国立公園
3月8日
 コスタリカ・コルコバード国立公園→ホテル メリア・カリアリ
3月9日
 コスタリカ・サンホセのコカコーラ・バスターミナル→サンヘラルド・デ・ドータ
3月10日
 コスタリカ・サンヘラルド・デ・ドータ　

## ユーコン川160キロ 〜地獄の6日間〜
- 2001年9月26日 - 11月7日放送、全7夜。
- DVD第24弾『ユーコン川160キロ〜地獄の6日間〜』に収録。

放送時のタイトルは「YUKON6DAYS～160kmカヌー地獄～」。前企画の「対決列島 〜甘いもの国盗り物語〜」において、敗者チームとなった鈴井・大泉の「ミスターチーム」に対する罰ゲームとして実施された。その名の通りユーコン川（カナダ領内）をカヌーで川下りするだけの企画だが、罰ゲームとして選定された理由は「インドア派で、自然とはかけ離れた鈴井に対する罰ゲームであること」のほか、「藤村Dの憧れがユーコンをカヌーで下ること」だったため。このほかカナダ領内でロケが行われたことに関しては、藤村Dが「アメリカ領内で行うよりも費用が安い」ことに起因することを明かした。
藤村Dは事前情報で「川の流速は4km/h程度で穏やかな流れ」としていたが、現地到着後にユーコン川を見学した際には「（降雨で川が増水したこともあり）だいたい10km/h」と聞かされる。これに対し大泉は「もう早くも倍以上のスピード言ったぜ」と驚きを隠せない様子であった。カヌーは2人乗りで、主に大泉が前・鈴井が後を担当。D陣およびガイドの2人はモーターボートで並走し、藤村Dは首を痛めた大泉のピンチヒッターとしてカヌーを漕いでいる。主に舵担当の鈴井は、一度ずつ藤村Dと大泉に舵の役割を任せる場面もあったが、藤村Dは交信用トランシーバーを装着している間の操作がおざなりになり岸へ、大泉は不慣れなポジションで操作が上手く行かず目の前の流木群へそれぞれ衝突している。さらに「ユーコンをカヌーで下ること」が憧れであった藤村Dであるが、「これで25キロ漕げとかうんざりするな」と、漕ぎ始めてから10分であっさりと弱音を吐いた。
どうでしょう班の他にツアーへ同行したのは、現地ツアー会社「Sweet River Enterprises」のガイドスタッフである熊谷芳江とピート・ニールセン（Pete Neilsen）の2名。また、川下りの前後にはメアリー・ウォールデン（Mary Walden）がツアーの詳細な説明、及びゴール地点で一行を迎える役目を担当した。熊谷とどうでしょう班は企画終了後も交流があり、後の「プチ復活!思い出のロケ地を訪ねる小さな旅」中では、大泉が「あの女（熊谷）、ウイルスメール送ってきた」とメールのやり取りを行っていることを明かした。また2007年10月には、熊谷がHTBを訪れてD陣と対面している。
ユーコン川の水温は非常に低く、熊谷から「万が一水に落ちた場合は2分以内に上がらないと低体温症になって危険」と説明されるほどで、カナヅチの鈴井は部屋を片付け、妻（当時）と娘に向けた「遺書に近い手紙」まで書き置く決意でこの企画へ挑んでいた。だが、旅程の中ですっかりアウトドアの魅力へ取りつかれ、6日目には「（人生の中の綺麗でないものまで）すべて洗い流してくれるよう」「生まれかわれるかもしれない」とまで発言。発言の翌朝にも早起きして一人川を眺めながらコーヒーを飲み、大泉に「あの人（ミスター）は、完ペキにハマったな」と言わしめた。

### 旅程
7月2日（月）
 日本・新千歳空港→成田国際空港→ カナダ・ ブリティッシュコロンビア州・バンクーバー→ ユーコン準州・ホワイトホース
7月3日（火）
 カナダ・ ユーコン準州・ホワイトホース→水上飛行機でレイク・ラバージへ。レイク・ラバージでテント設営、カヌー講習、トイレの仕方などアウトドア訓練。
7月4日（水）
 カナダ・ ユーコン準州・レイク・ラバージ→カヌーを漕ぎ始め、25km地点まで。
7月5日（木）
 カナダ・ ユーコン準州・50km地点のフータリンカまで。
7月6日（金）
 カナダ・ ユーコン準州・110km地点のビッグ・サーモンまで。
7月7日（土）
 カナダ・ ユーコン準州・140km地点まで。
7月8日（日）
 カナダ・ ユーコン準州・ゴールのリトル・サーモンへ。
備考
- ロケ当時は例年になく蚊が大量発生していた。鈴井は用を足すために尻を出した途端、蚊に刺されてしまい「帰してくれぇー」とぼやいてしまう（後日、別番組で大泉は「尻がぼこぼこに膨れ上がっていた」と語った）。この事態を受けた大泉は、「塗布しすぎると『プラスチックが溶ける』」と形容されるほど強力な虫除けスプレーを多用して、蚊の攻撃から露出部分を防御しようと試みる。だが、股間の周辺にまで塗布したためにヒリヒリとした痛みを発症する事態を引き起こし、川の中で薬剤を洗い落とさざるを得なくなった。前述のように水温の低さで命に危険を及ぼす可能性が高かったため、この時は熊谷からも短時間で洗うように指示された。
- この企画でも「シェフ大泉」が登場し、「グレーリング飯」などの思い付きで作った料理を披露し、どうでしょう班や熊谷・ピートからの顰蹙を買った。食べられないようなレベルに仕上げるという、そのあまりにも低すぎる料理の完成度に危機感を覚えた熊谷は「食材を無駄にするから任せておけない」として、以後の当番ではチャーハンの素などの加工物や、メインで使用しない食材（野菜や余りのご飯等）だけを使用するよう大泉に命じ、メイン食材の調理担当にはピートが任命される事態となった。
- 中盤からは大泉が『日立 世界・ふしぎ発見!』（TBSテレビ）のパロディで旅程の各所を紹介する「大泉洋の世界のふしぎ発見!」が行われ、1人でミステリーハンター役・司会の草野仁の真似・パネラーの黒柳徹子・板東英二両名の真似を担当した。DVDの副音声では出題内容なども全て大泉が考えたこと、大泉が「そこまで『ふしぎ発見!』を見たことはないが、イメージで再現した」こと、実際に『ふしぎ発見!』の制作を担当するテレビマンユニオンのスタッフが「当該の場面を見て爆笑した」ことなどが語られている。
- 2016年にリリースされた本企画を収めたDVDの副音声では、本企画の事実上の続編（再訪）を示唆する発言があった（ただし乗り気ではない大泉は外し、3人だけでいいから行きたいとも語った）。この企画はインターネット放送のインプレスTV（2008年9月30日をもって休止）で無料視聴することができた。

## 原付ベトナム縦断1800キロ
- 2002年7月31日 - 9月25日放送、全7夜（最終回は1時間枠[39]）
- DVD第1弾『原付ベトナム縦断1800キロ』に収録。

「Last Run」と銘打ち放送されたレギュラー放送の最終企画。海外での定番企画「縦断」と、それまで日本国内で行っていた「カブ」を合わせた、番組放送6年間の集大成企画である。行程はハノイからホーチミンであるが、国道一号線直通路ではなく、ダーラットを経由したため、2,000km近い距離となった。
今回のロケでは鈴井・大泉・藤村D・嬉野Dのどうでしょう班に加え、現地通訳の“ニャン”、政府公安（警察）の“タイン”、公安の通訳“フン”、現地ドライバーの“ホアン”の4名が参加。計8人の大所帯となった。これはビザ申請の際、「ベトナム政府の公安をロケに同行させる事が絶対条件」とされたためである。また、ロケ中盤に鈴井が交信用のトランシーバーを紛失したため、新品を届けるためにたまたま仕事でベトナムを訪れていた鈴井夫人（当時）がロケに合流。夫人が4時に起きたものの、どうでしょう班が着いたのが7時半だったため、夫人は激怒していた。夫人は声のみ出演した。
このロケ中に鈴井・大泉が「カブ」として使用したのは、マニュアル（足）での変速（自動遠心式クラッチ）を要する日本国内の「スーパーカブ」ではなく、変速操作を必要としない「ドリーム II」である。また、鈴井が一部でヘルメット未着用の嬉野Dを後ろに乗せ、2人乗りで走っているシーンが映っている。これはロケ当時のベトナムでは、一部においてバイクのヘルメット無着用運転も合法だったことによる（2007年に着用義務化）。
最終回
当初「全6回・2002年9月4日に最終回」となる予定で、「釣りバカグランドチャンピオン大会・屋久島24時間耐久魚取り」第4夜後半の「重大発表」（企画完結の翌日にベトナムのホテルで収録）、並びに第1週の前枠では「最終回は9月4日になりました」とあらかじめ明言。しかし、編集中に予定分の放送回では収まりきらない事が判明したため、9月4日放送分は急遽「ただの第6夜」となり、『大相撲ダイジェスト』の放送による2週間の休止を挟んだ9月25日に、改めて最終回「水曜どうでしょう ラスト・ラン1時間スペシャル」が放送された。
ただ、最終回が変更になることは9月4日当日の放送まで視聴者に知らされず、前枠で鈴井・大泉が紋付袴、ちょんまげかつらで現れ、芝居がかった武士のような喋り口調で謝罪。事実を知りフレームインする形で登場したonちゃん（簡易onちゃんスタイルの安田）に、大泉が頭を叩かれた。また、「最後のどうでしょう」を見ようと北海道上陸を果たすファンもいた（DVDの副音声で大泉が発言）。
なお、当番組の北海道地域における提供読みは藤村Dが担当しているが、最終回ラストの提供読みでは6年間番組を見ていた視聴者への謝辞が含まれたものとなっている（DVDにはアナウンス音声のみを収録）。最終回のエンディングでは、権利の問題が発生して使用できなかった「1/6の夢旅人」の歌詞をほぼそのまま用い、新たなメロディーをつけて制作された「1/6の夢旅人2002」をフルコーラスで初披露し、テレビ番組では異例となる4分以上のエンディングとなった。なお、『リターンズ』および『Classic』では最終回が30分枠×2回に再編集された。

### 旅程
7月1日（月）
 日本・HTB→千歳→成田→ ベトナム・ハノイ
7月2日（火）
 ベトナム・ハノイ・ホテル・ニッコー・ハノイ（スタート）→タインホア→ヴィン
7月3日（水）
 ベトナム・ ヴィン→ドンホイ→フエ
7月4日（木）
 ベトナム・フエ→ハイヴァン峠→ダナン→ホイアン
7月5日（金）
 ベトナム・ホイアン→クイニョン
7月6日（土）
 ベトナム・クイニョン→ニャチャン
7月7日（日）
 ベトナム・ニャチャン→カムラン国際空港→ファンラン→ダラット（ソフィテル・ダラット・パレス）
7月8日（月）
 ベトナム・ダラット→ホーチミン（ノボテル・ガーデン・プラザ・ホテル）
※注意・屋久島の第四夜でのベトナムのホテルからのメッセージでは、7月12日収録、「前日に最後の旅が終わった」と話している。

### 背中のメッセージ

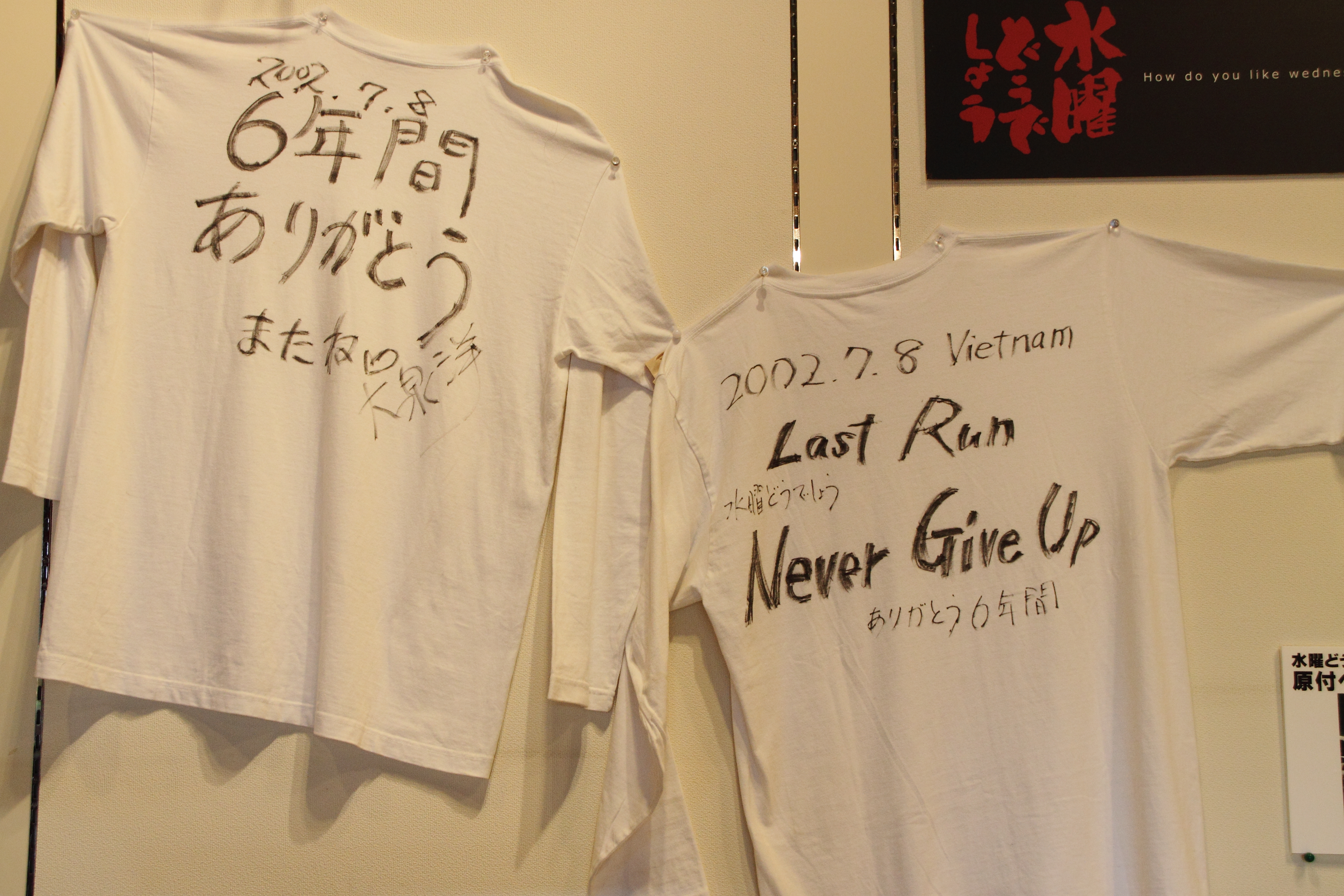
最終日のシャツ。右が鈴井、左が大泉

過去のカブ企画と同じく。映像には常に大泉・鈴井の背中しか映らないため、途中からシャツの背中にメッセージが書かれることになった。以下は各日程に記入された文言。
2日目
鈴井「ヴィン → フエ 390km 1918時必着」
大泉「寝るなうれしー」
「寝るなうれしー」は、前日の藤村Dの「明日は（見どころもないので）嬉野君もある程度寝ますし」発言に起因する。
3日目
鈴井「孤独に負けない」
大泉「駄洒落禁止」
「孤独に負けない」は、鈴井がトランシーバーを落として交信不能になったため。
「駄洒落禁止」は、交信不能であるがオンマイク状態なので声は聞こえるものの、一方的にダジャレを発していただけの鈴井に対する戒め。
4日目
鈴井「4日目 未知の世界へ」
大泉「カブ天国」
「4日目 未知の世界へ」は、それまでのカブ企画では3日間が最長のロケ日程であったため。
5日目
鈴井「これ以上は無理です TEAM OVER 40」
大泉（現地で購入したTシャツを着用）

6日目
鈴井「激走ハノイ → ホーチミン1800km 妻よありがとう」
大泉「おかえりミスター」
「妻よありがとう」は、当時の鈴井夫人が日本からわざわざトランシーバーを届けてくれた感謝を込めて。
「おかえりミスター」は、再び鈴井と交信できることを祝って。
最終日
鈴井「Last Run 水曜どうでしょう Never Give Up」
大泉「最終回 つづく」（1枚目）「6年間ありがとう またね」（2枚目）
大泉は当初「最終回」とシャツに記したが、藤村Dからのダメ出しを受けて「つづく」と訂正。その後2枚目のシャツに着替えている。

### 懐かしの前枠・後枠集
この企画での前枠と後枠は「懐かしの前枠・後枠集」と題されており、全ての前後枠が過去の企画を流用したものとなっている。『Classic』においては一部後枠の編成が変更されたり、放送されていないものがある。
- 「アメリカの有名人 私は誰でSHOW」（第1夜・第2夜） - アメリカ横断。ゲストはジョイナー、E.T.、鶴の恩返し（北欧）、カブちゃん（原付西日本）。この内、カブちゃんは後枠の答え合わせで仮設の障子扉を突破した後、危うく事故りかけた（詳細はDVD第1弾の特典映像に載っている）。
- 「土井善晴」（第3夜） - 30時間テレビ。ゲストはカブちゃん。
- 「登山家とキューレンジャー」（第4夜前枠） - サイコロ4・サイコロ6。
- 「写真家とダイビング女将」（第4夜後枠） - コスタリカ・絵はがき1。登山家も写真家も大した変化はない。
- 「若旦那と体操さん」（第5夜） - 原付西日本・対決列島。体操さんには音尾琢真がゲスト出演（役名は「なかもとさん」）。
- 「土下座」（第6夜） - 原付西日本（放送休止を知らせる後枠で登場）。前述の「最終回ではなかった」お詫び。安田（簡易onちゃんのコスチューム）がゲスト出演。
- 「王子とミスター長嶋」（第7夜）